# SpaceX Crew-7
SpaceX Crew-7 è stato l'undicesimo volo orbitale con equipaggio di una navicella spaziale Crew Dragon Endurance. I quattro membri dell'equipaggio sono stati lanciati il 26 agosto 2023 dal Kennedy Space Center per prendere parte all'Expedition 69/70 a bordo della Stazione spaziale internazionale.

## Equipaggio
Il 24 marzo 2022 Moghbeli e Mogensen vennero assegnati rispettivamente al ruolo di comandante e pilota della missione. Il 1º marzo 2023 Roscosmos assegnò il cosmonauta Borisov alla missione. Il 23 maggio 2023 venne ufficializzata l'assegnazione di Satoshi Furukawa come Specialista di missione.
| Ruolo                     | Equipaggio                                                | Equipaggio                                                |
| ------------------------- | --------------------------------------------------------- | --------------------------------------------------------- |
| Comandante                | Jasmin Moghbeli, NASA Expedition 69/70 Primo volo         | Jasmin Moghbeli, NASA Expedition 69/70 Primo volo         |
| Pilota                    | Andreas Mogensen, ESA Expedition 69/70 Secondo volo       | Andreas Mogensen, ESA Expedition 69/70 Secondo volo       |
| Specialista di missione 1 | Satoshi Furukawa, JAXA Expedition 69/70 Secondo volo      | Satoshi Furukawa, JAXA Expedition 69/70 Secondo volo      |
| Specialista di missione 2 | Konstantin Borisov, Roscosmos Expedition 69/70 Primo volo | Konstantin Borisov, Roscosmos Expedition 69/70 Primo volo |

## Missione
Il lancio, inizialmente previsto per il 25 agosto 2023, venne rinviato di un giorno. Il lancio è avvenuto il 26 agosto 2023 alle 7:27 dal Kennedy Space Center. La navicella ha effettuato il docking con la ISS il 27 agosto alle 13:16 UTC. A seguito dell'undocking avvenuto l'11 marzo 2024 alle 15:20 UTC, la Crew Dragon Endurance è ammarata nel Golfo del Messico il giorno successivo alle 09:47 UTC.